# Flughafen Tak

i7
i11
i13
Der Flughafen Tak (thailändisch ท่าอากาศยานตาก; IATA-Code: TKT, ICAO-Code: VTPT) ist ein Regionalflughafen der Provinz Tak, in der Nordregion von Thailand.

## Lage und Daten
Er liegt 15 Kilometer östlich vom Stadtzentrum von Tak entfernt. Der Flughafen verfügt über eine asphaltierte Start-/Landebahn mit einer Länge von 1500 Metern und eine Breite von 30 Metern.